# Bodmin
Bodmin (cornique: Bosvenegh) est une ville du comté des Cornouailles, en Angleterre. Au recensement de 2001, elle comptait 12 778 habitants. C'était la capitale du comté avant que le tribunal ne parte pour Truro.

## Histoire
Saint Petroc (Perreux) y a fondé un monastère après avoir quitté Padstow. La ville fut le siège d'un évêché en 905 avant que celui-ci en soit transféré à Exeter.

## Monuments

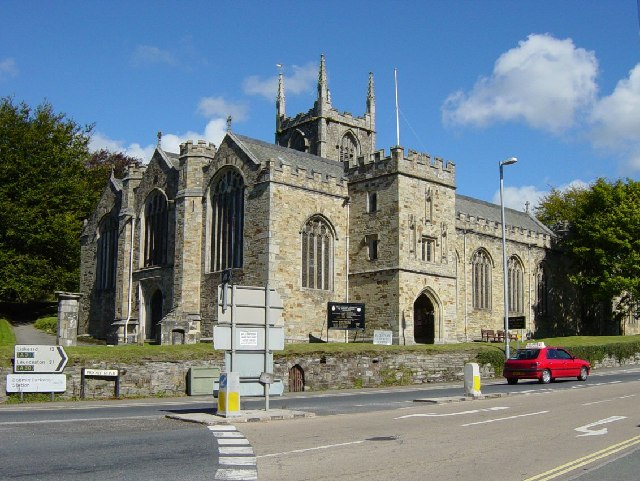
Église de saint Petroc.

L'église est la plus grande église de Cornouailles après la cathédrale de Truro ; elle a été bâtie de nouveau en 1469-1472.

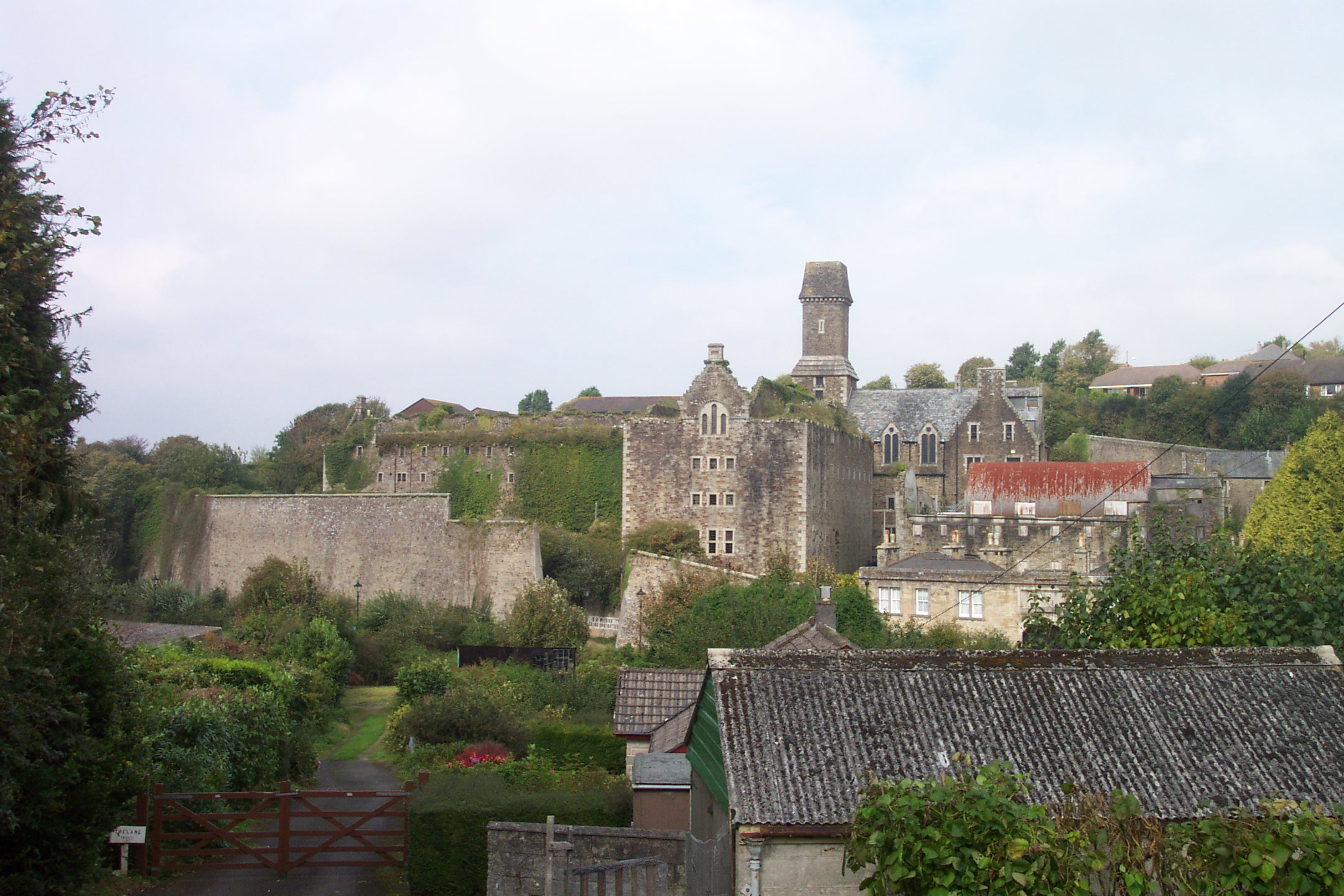
La prison de Bodmin

La prison (en) construite en 1779, elle fut le premier établissement pénitentiaire anglais dans lequel chaque prisonnier disposait de sa cellule individuelle. Durant les presque 150 ans d'activité, une cinquantaine de pendaisons publiques y furent effectuées (la dernière en 1909). Elle ferma définitivement ses portes en 1927 et est depuis considérée comme la prison la plus hantée d'Angleterre, attirant les équipes de nombreuses émissions télévisées, comme RIP, axées sur le paranormal. De nos jours, une bonne partie des bâtiments sont en ruine, tandis que ceux qui sont encore debout abritent un musée contenant des mannequins reproduisant des scènes de crimes et de la vie quotidienne de la prison

## Personnalités liées à la ville
- John Thomas Blight (1835-1911), artiste et archéologue , y est mort ;
- Ed Coode (1975-), rameur, y est né ;
- Herman Cyril McNeile (1888-1937), écrivain qui a publié sous le pseudonyme de Sapper les aventures du détective Bulldog Drummond, y est né ;
- George Herbert Pethybridge (1871-1948), botaniste et mycologue, y est né ;
- Arthur Quiller-Couch (1863-1944),professeur de littérature, romancier, poète, anthologiste et critique littéraire britannique qui a signé ses œuvres « Q », y est né ;
- Sir Ernest Alfred Thompson Wallis Budge  (1857-1934), égyptologue et orientaliste anglais qui a travaillé pour le British Museum, y est né.

## Jumelages
| Ville | Ville              | Pays | Pays       | Période     |
| ----- | ------------------ | ---- | ---------- | ----------- |
|       | Bad Bederkesa (en) |      | Allemagne  |             |
|       | Grass Valley       |      | États-Unis |             |
|       | Le Relecq-Kerhuon  |      | France     | depuis 1979 |